# Boris Bułat
Boris Adamowicz Bułat (ros. Борис Адамович Булат, ur. 29 czerwca?/12 lipca 1912 w Tule, zm. 27 marca 1984 w Mińsku) – radziecki wojskowy, dowódca partyzancki, Bohater Związku Radzieckiego (1944).

## Życiorys
Po ukończeniu 8 klas pracował jako monter telegrafista, od 1933 w Armii Czerwonej, 1936 ukończył szkołę wojskową im. Wszechrosyjskiego Centralnego Komitetu Wykonawczego, a 1940 Wojskową Akademię im. Frunzego w Moskwie. Służył w okupowanym przez Armię Czerwoną Białymstoku, gdzie zastał go atak Niemiec na ZSRR. Ranny i wzięty do niewoli, zbiegł z obozu jenieckiego, przez pewien czas ukrywał się u chłopa, po czym podjął działalność partyzancką, wraz z kilkoma innymi zbiegłymi jeńcami wykolejając niemieckie pociągi, później także atakując niemieckie samochody i mniejsze oddziały. Wiosną 1942 został wybrany dowódcą nowo powstałego oddziału partyzanckiego w Puszczy Lipiczańskiej, który 20 maja 1942 rozbił garnizon w miasteczku Hołynka, w czerwcu 1942 zdemontował szyny na odcinku kolejowym Słonim-Zelwa-Białystok, a 18 lipca 1942 zetknął się z sowieckimi zrzutkami spadochronowymi wysłanymi w celu wywołania wojny partyzanckiej. Wspólnie z tym oddziałem rozbił wzmocniony garnizon w Dereczynie, gdzie znajdował się sztab rejonowej żandarmerii, 25 października 1942 zaatakował wieś Ruda Jaworska, gdzie stoczył walkę z niemiecką ekspedycją karną, w końcu listopada 1942 w tym samym miejscu zaatakowali niemiecki konwój. Od wiosny 1943 zgodnie z instrukcjami podziemnego Komitetu Obwodowego Komunistycznej Partii (bolszewików) Białorusi w Baranowiczach, partyzanci Bułata prowadzili „wojnę kolejową”, niszcząc tory i wykolejając pociągi, m.in. 26 września 1943 na dużym odcinku kolejowym Baranowicze-Lida. W grudniu 1943 został dowódcą Brygady Partyzanckiej „Wpieriod”; oddziały z tej brygady wykonywały akcje antyniemieckie, jednak toczyły również walki z oddziałami AK działającymi na tamtym terenie. Uchwałą Prezydium Rady Najwyższej ZSRR „za wzorowe wykonywanie zadań dowodząc na froncie walki przeciw niemiecko-faszystowskim najeźdźcom na tyłach przeciwnika i przejawianie przy tym odwagi i bohaterstwa” otrzymał tytuł Bohatera ZSRR. Od 1944 w rezerwie w stopniu majora, 1944-1946 zastępca przewodniczącego Rady Miejskiej Mińska, od 1947 zastępca dyrektora fabryki, a 1951-1973 dyrektor fabryki cukierniczej „Kommunarka” w Mińsku. 1956 ukończył Wyższą Szkołę Przemysłu Spożywczego. Pochowany na Cmentarzu Wschodnim w Mińsku.
Jego imieniem nazwano ulice w Lidzie i Zdzięciole.

## Odznaczenia
- Złota Gwiazda Bohatera Związku Radzieckiego (15 sierpnia 1944)
- Order Lenina (15 sierpnia 1944)
- Order Czerwonej Gwiazdy
- Medal Partyzantowi Wojny Ojczyźnianej I klasy

I medale.